# Gymnapogon foraminosus
Gymnapogon foraminosus és una espècie de peix pertanyent a la família dels apogònids.

## Hàbitat
És un peix marí, associat als esculls i de clima tropical.

## Distribució geogràfica
Es troba al Pacífic nord-occidental: el Japó.

## Observacions
És inofensiu per als humans.